# Liam Bertazzo
Liam Bertazzo (ur. 17 lutego 1992 w Este) – włoski kolarz torowy i szosowy, trzykrotny medalista mistrzostw świata i czterokrotny medalista mistrzostw Europy.

## Kariera
Pierwsze sukcesy w karierze osiągnął w 2010 roku, kiedy zdobył srebrny medal w drużynowym wyścigu na dochodzenie podczas torowych mistrzostw Europy juniorów w Sankt Petersburgu. W kategorii elite pierwszy medal zdobył w 2012 roku, kiedy wspólnie z kolegami z reprezentacji zajął trzecie miejsce w drużynowym wyścigu na dochodzenie podczas mistrzostw Europy w Poniewieżu. Następnie zwyciężył w madisonie na mistrzostwach Europy w Apeldoorn w 2013 roku, a rok później był drugi w wyścigu punktowym podczas mistrzostw Europy w Baie-Mahault.
W 2015 roku, w parze z Elią Vivianim, zdobył srebrny medal w madisonie na mistrzostwach świata w Paryżu. W zawodach tych wyprzedzili ich jedynie Francuzi: Bryan Coquard i Morgan Kneisky. W 2017 roku zdobył kolejne dwa medale. Najpierw był trzeci w drużynowym wyścigu na dochodzenie na mistrzostwach świata w Hongkongu. W tej samej konkurencji był też drugi podczas mistrzostw Europy w Berlinie (2017). W drużynowym wyścigu na dochodzenie był również trzeci na mistrzostwach świata w Apeldoorn w 2018 roku.